# Milk-shake
Pour les articles homonymes, voir Milk, Shake et Frappé (homonymie).
Un milk-shake ou milkshake ou lait frappé au Canada ou frappé en Suisse romande et en Nouvelle-Angleterre, est une recette traditionnelle de boisson glacée frappée de la cuisine des États-Unis, à base de lait, crème glacée, sirops, arômes divers, et fruits, mélangés au shaker ou au mixeur.

## Histoire
Le nom « Milk shake » apparaît pour la première fois en 1885 dans un journal américain, avec un cocktail crémeux à base de whisky,, et d'œufs ou de lait de poule, mélangés au shaker avec des glaçons,. Le nom est repris dans les années 1900 pour une boisson glacée mélangée au shaker, à base de lait et de sirops au chocolat (le plus souvent), vanille, fraise ou framboise, souvent accompagnée de crème glacée.

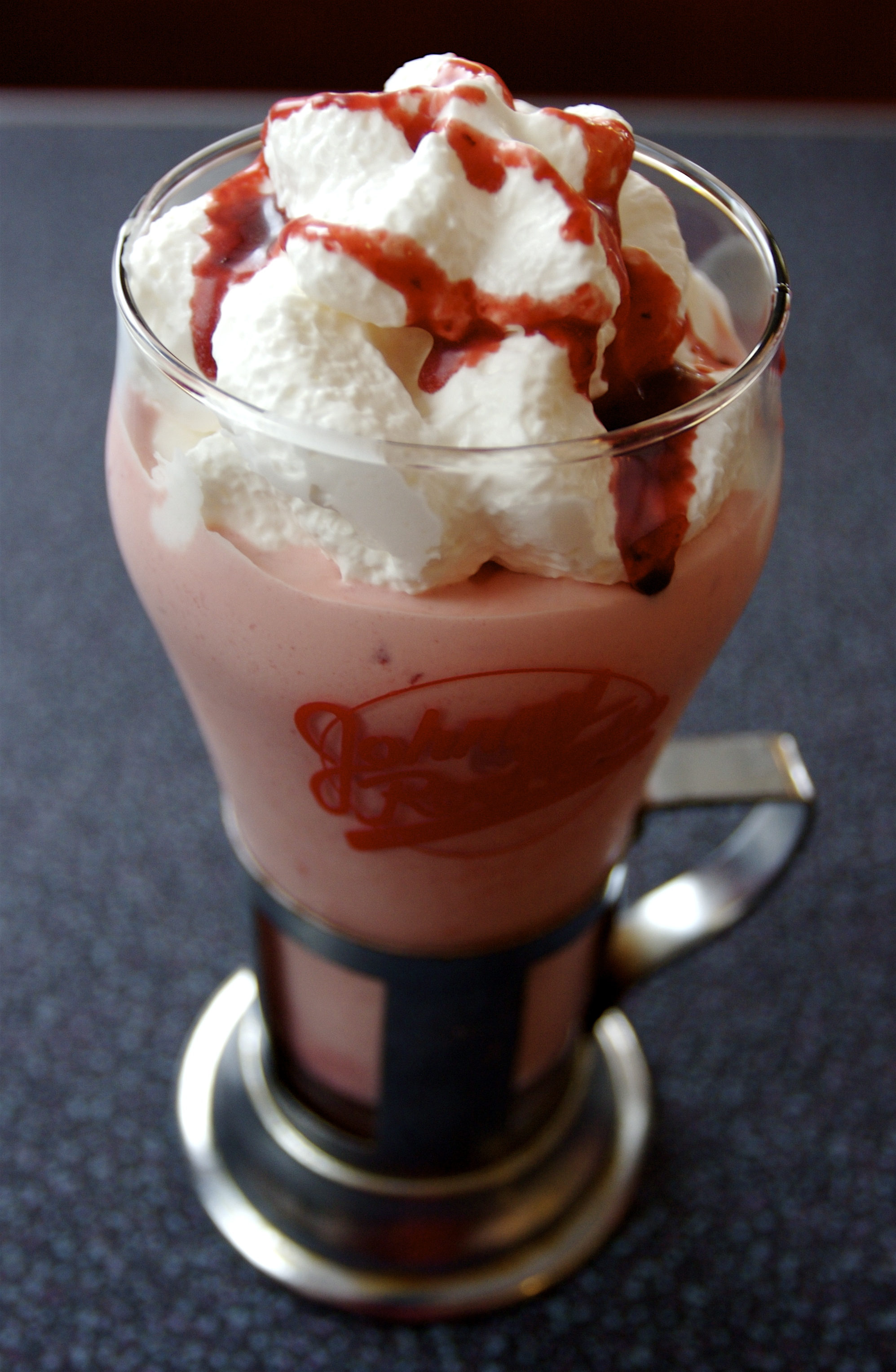
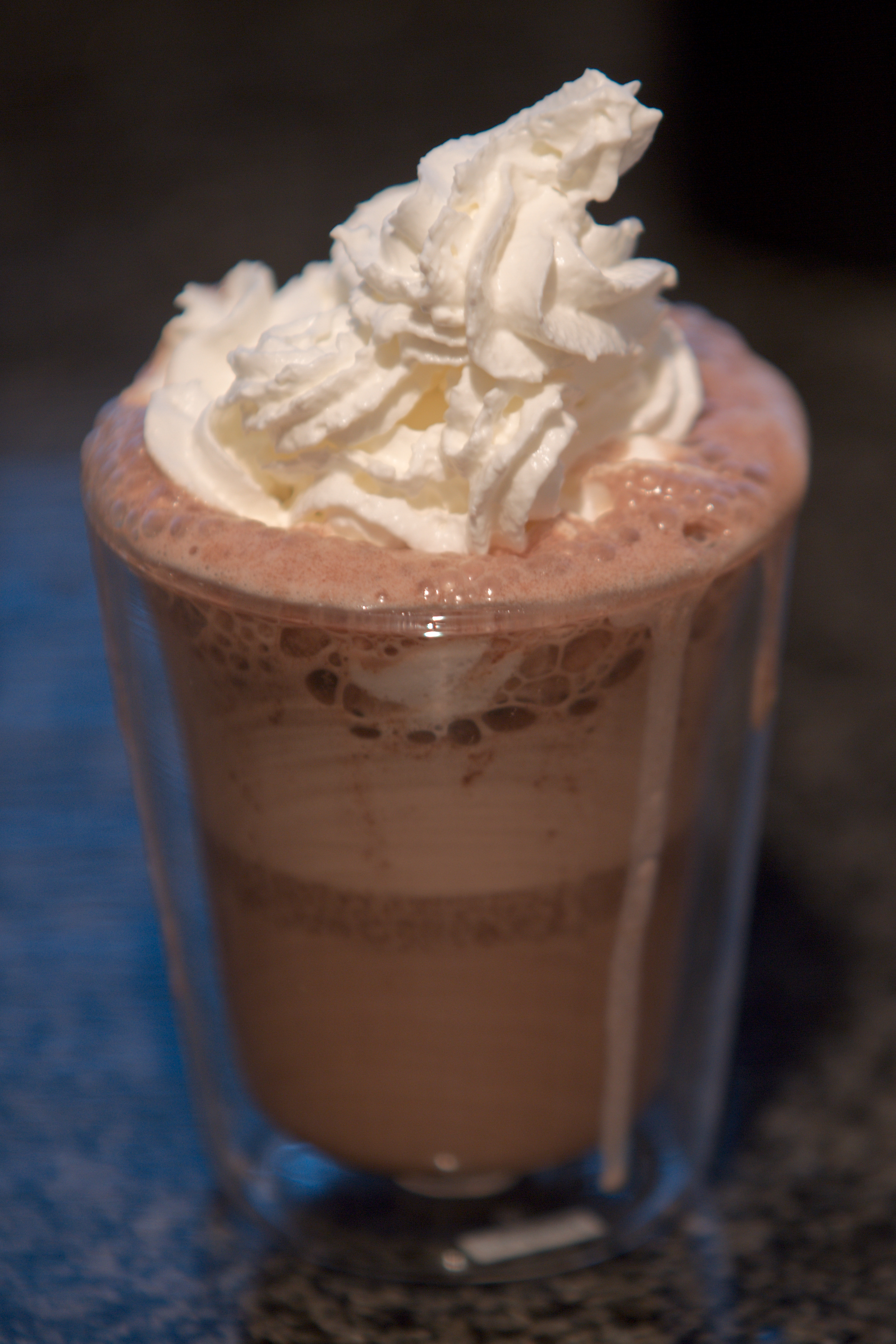
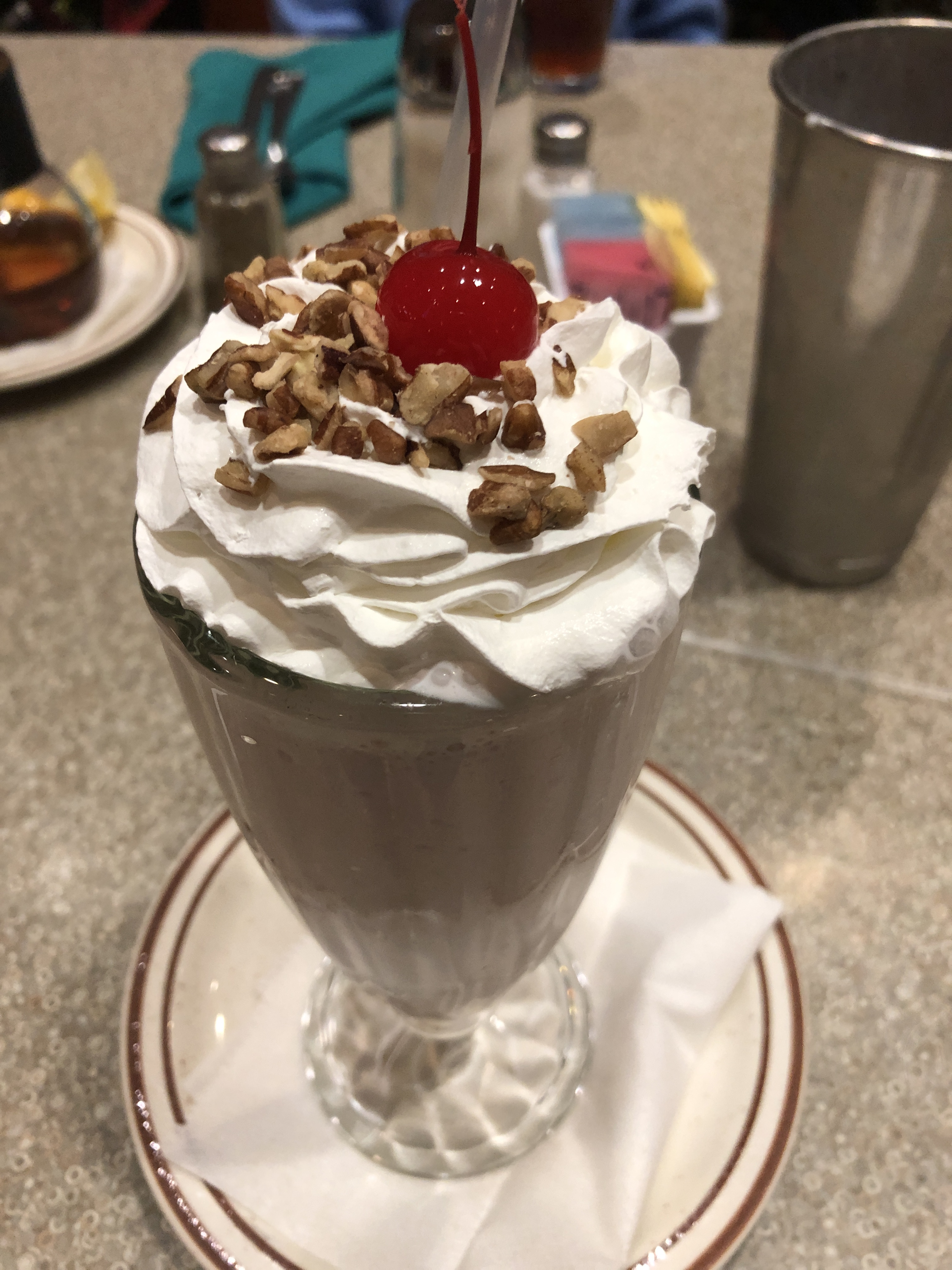

La première milkshake machine (en) Cyclone Drink Mixer d'Hamilton Beach Brands (mixeur électrique) est inventée en 1910. Le milk-shake gagne alors en légèreté grâce à l'incorporation d'une grande quantité d'air. En 1922, la compagnie Walgreens commence à ajouter de la crème glacée au milk-shake , qui devient alors un breuvage très populaire.

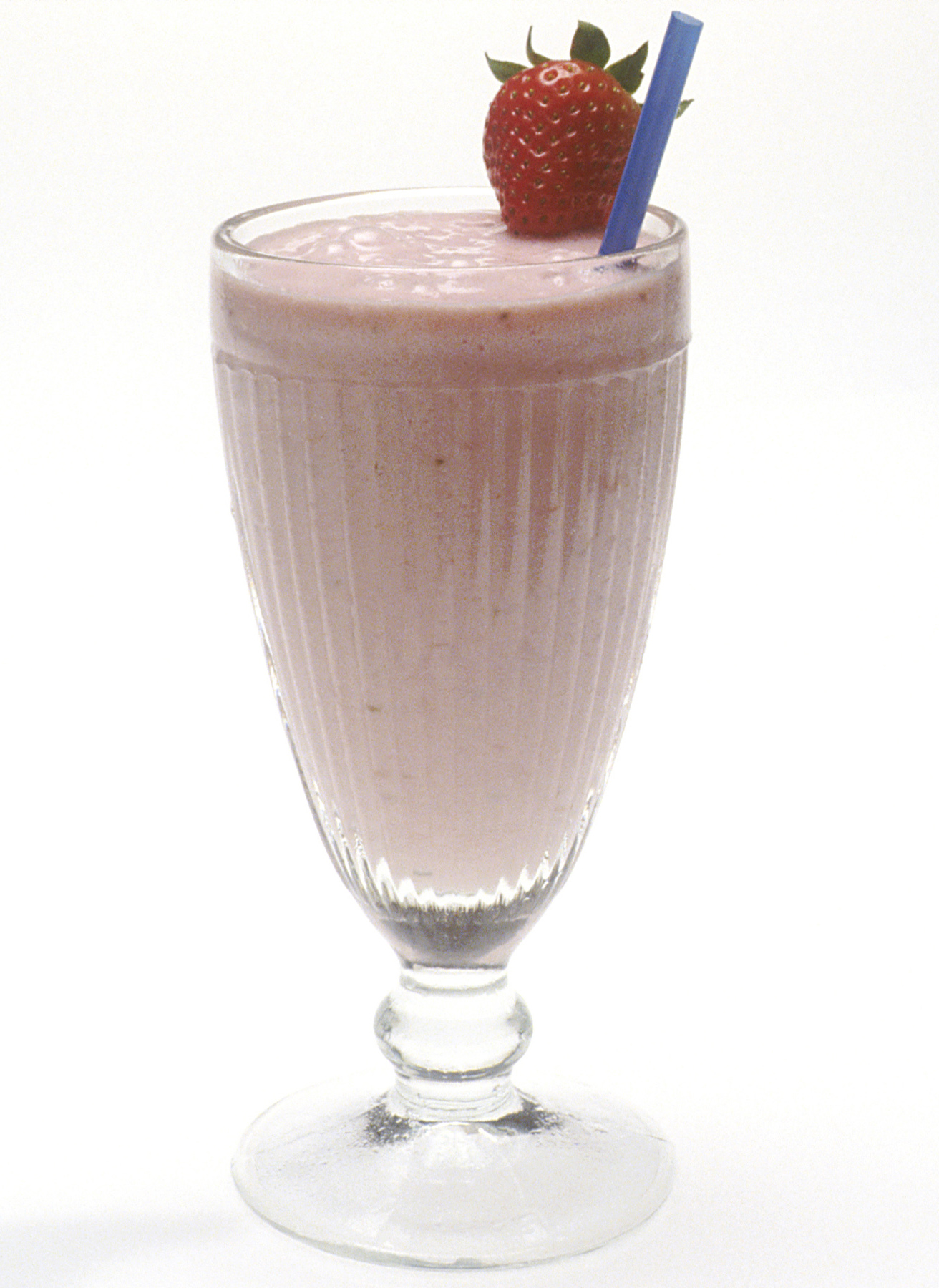
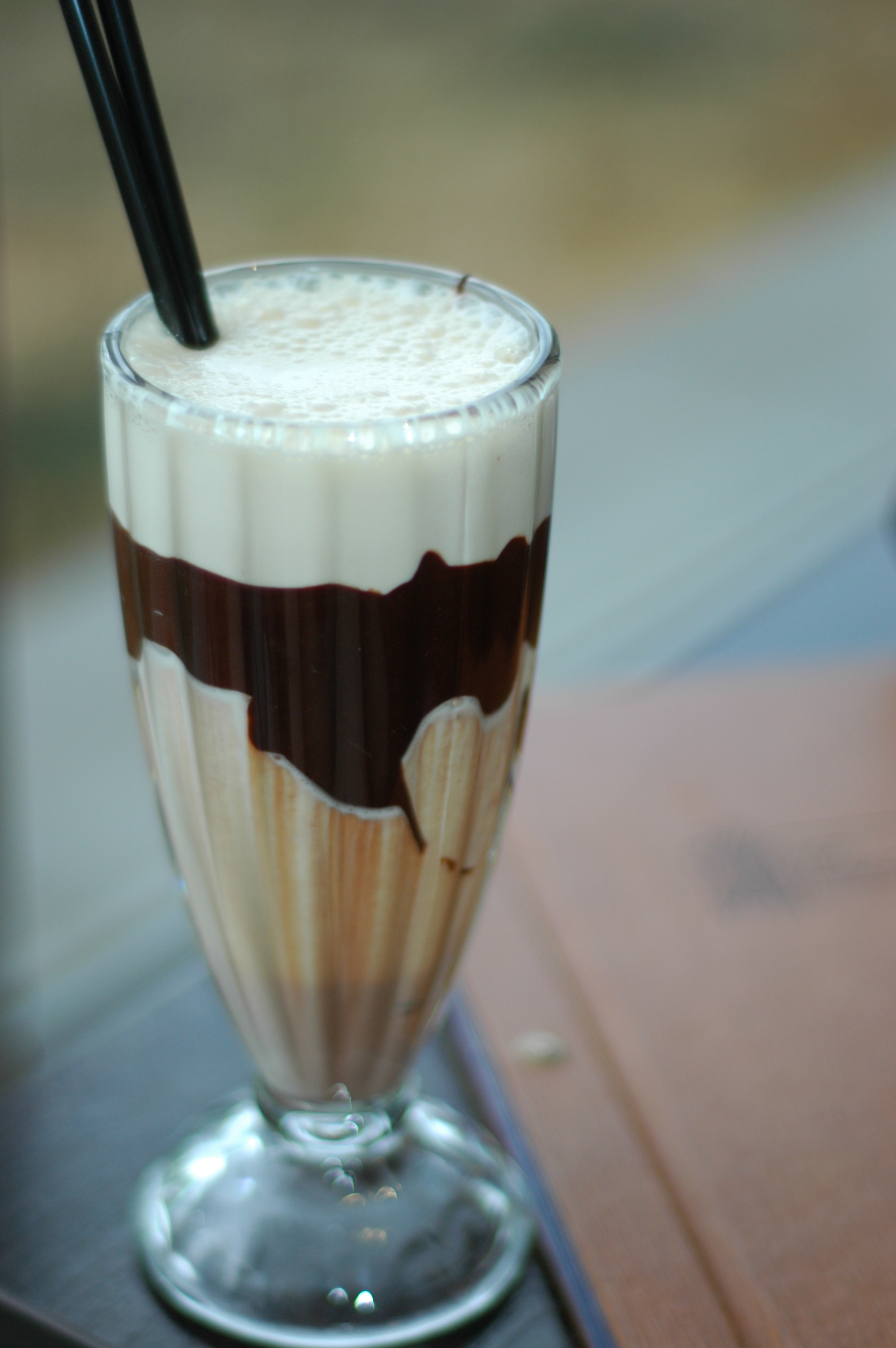
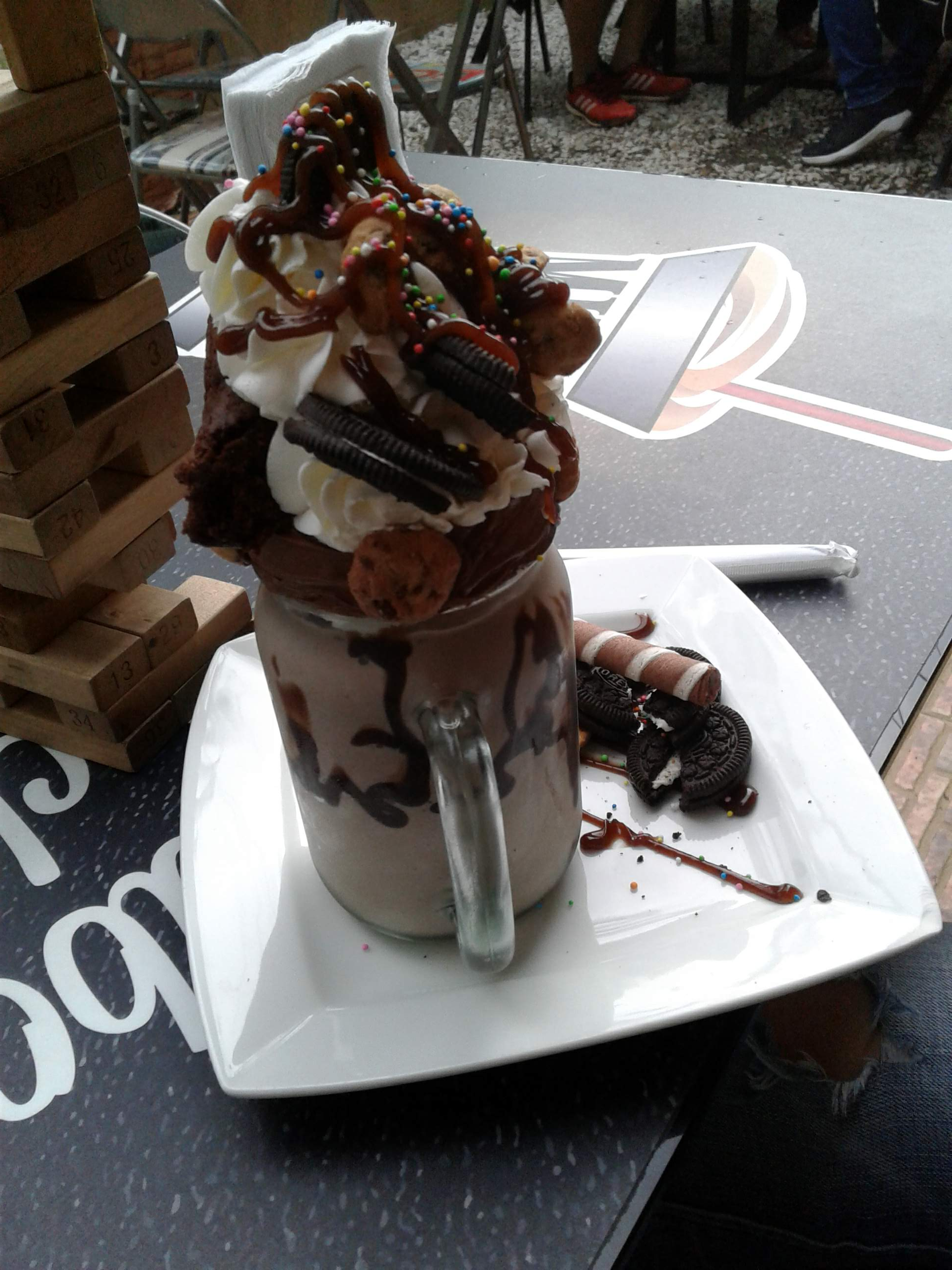
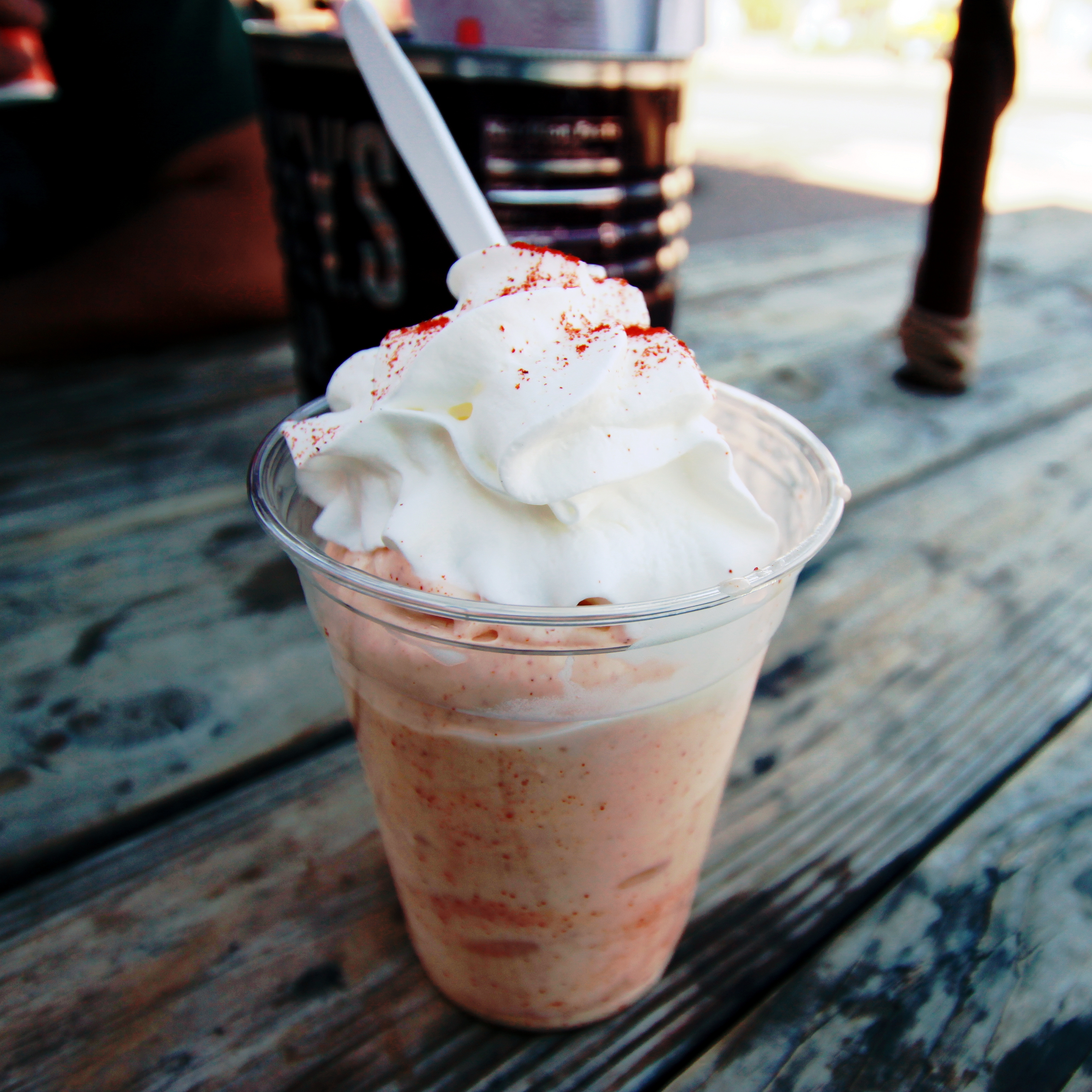
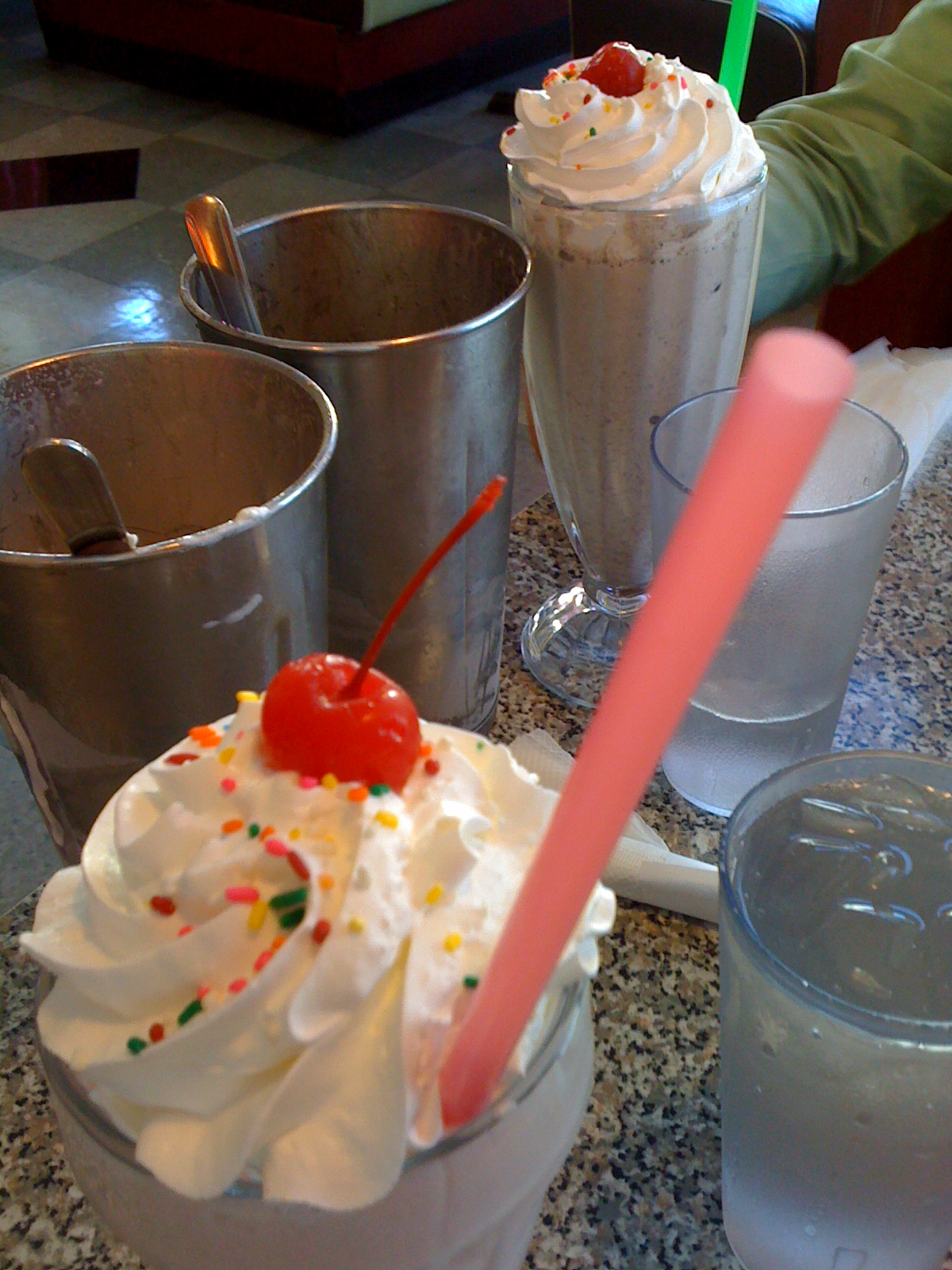
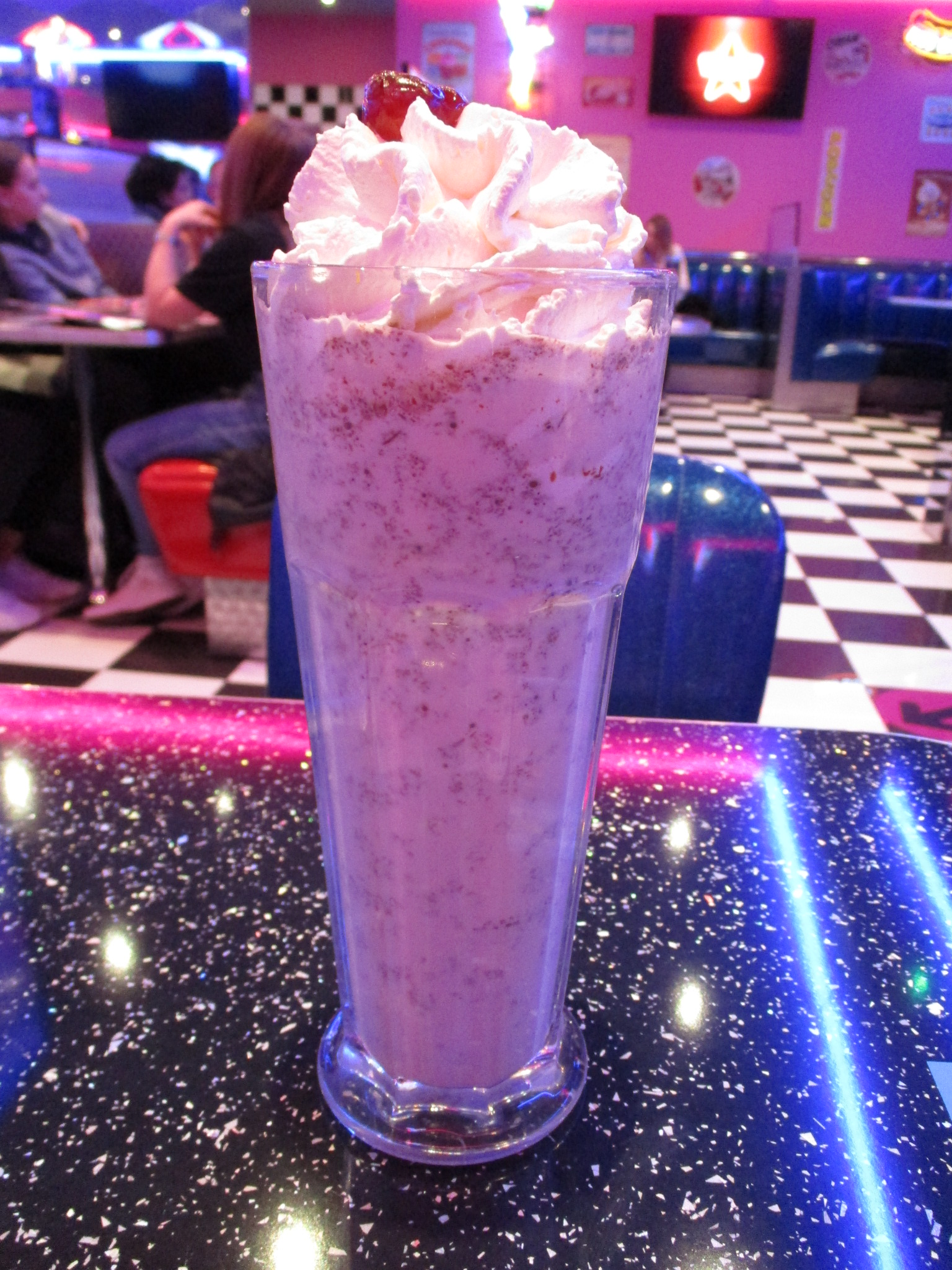

À partir des années 1930, l'invention des premiers réfrigérateurs au fréon permet le développement des distributeurs automatiques de milk-shake, dont le Multimixer Earl Prince de 1936, qui pouvait produire cinq milk-shakes en même temps. Le restaurateur Ray Kroc achète alors les droits exclusifs de cette machine et ceux de Richard et Maurice McDonald pour fonder sa chaîne de restaurant McDonald's en 1955. Les milk-shake deviennent alors très populaires dans les diners, et chaînes de restauration rapide du monde entier.

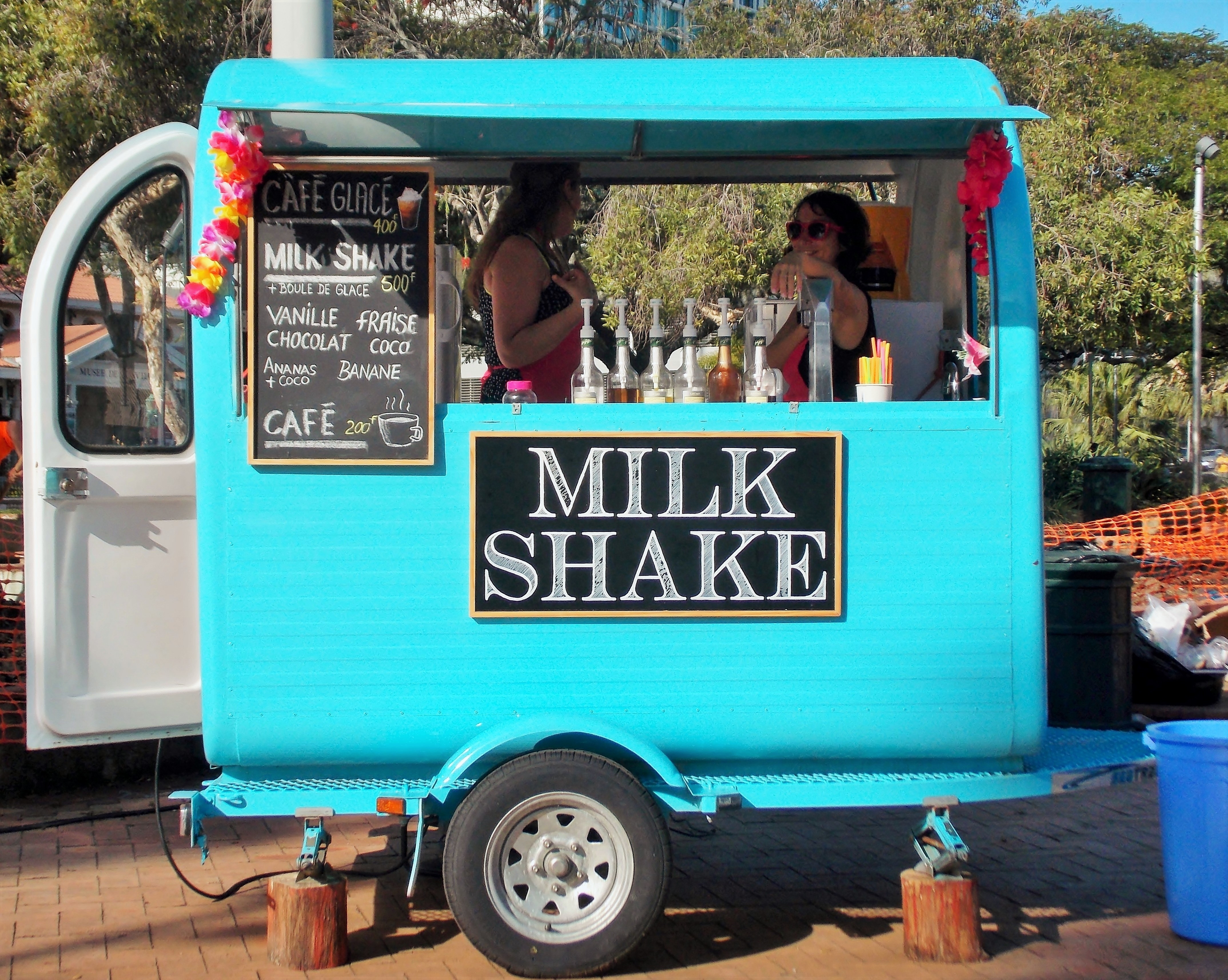

## Préparation et variante
Les saveurs les plus courantes sont vanille, chocolat, et fraise,,,. Les ingrédients sont mélangés au mixeur, jusqu'à  obtenir une préparation crémeuse et onctueuse, servie frais dans un grand verre, avec une paille, et éventuellement de la crème chantilly. Un milk-shake est généralement préparé au moment d'être bu pour éviter que les composants mélangés se séparent à nouveau. Il existe à ce jour des milk-shakes salés, avec entre autres une recette de milk-shake à base de sirop de bacon de 2012, du fast-food Jack in the box.

## Quelques variantes
- Boisson lactée
- Crème glacée
- Sundae
- Café glacé
- Café frappé
- Café liégeois
- Chocolat liégeois
- Mousse au chocolat
- Banana split
- Yaourt glacé
- Bombe glacée
- Dame blanche
- Cornet à glace
- Glace à la vanille
- Glace à l'italienne
- Poire Belle-Hélène

## Utilisation comme moyen de protestation
La pratique de lancer des milkshakes sur des personnalités politiques populistes en signe de protestation contre elles s'est fixée en 2019 en Angleterre sous le nom de « milkshaking (en) », avant de se répandre en Amérique et ailleurs. « Le mot est rentré dans le dictionnaire Collins (en) au même titre que l'entartage en France ».

## Cinéma
- 1974 : Happy Days (série télévisée)
- 1985 : Retour vers le futur (trilogie)[18].
- 1994 : Pulp Fiction, de Quentin Tarantino, dans la scène « Five Dollar Milkshake » du restaurant Jack Rabbit Slim's, avec le « pretty fuckin’ good milkshake » de John Travolta et Uma Thurman[19].
- 2016 : Le Fondateur, de John Lee Hancock, histoire de Ray Kroc et de McDonald's.